# Peterson Joseph
Peterson Joseph (né le 24 avril 1990 à Port-au-Prince, Haïti) est un footballeur haïtien qui évolue au poste de milieu de terrain pour le Sporting Kansas City en MLS et la sélection haïtienne.

## Carrière
Joseph arrive en janvier 2009 au centre de formation du SC Braga. Il est prêté en D2 portugaise pour la saison 2010-2011. Il signe en MLS à Kansas City le 1er septembre 2011.

### Internationale
Il joue pour la première fois en sélection nationale en 2008 à l'occasion d'un match de qualification pour les Jeux olympiques contre les Bahamas.

## Palmarès
- Coupe MLS : 2013
- US Open Cup : 2012